# ویراوی سی‌ای‌سی
ویراوی سی‌ای‌سی (به انگلیسی: CAC_Wirraway) یک هواگرد از نوع هواپیمای آموزشی/چندمنظوره ساخت شرکت Commonwealth Aircraft Corporation است. هواگرد ویراوی سی‌ای‌سی نخستین پروازش را در 1937 میلادی انجام داد. این هواگرد در سال ۱۹۳۹ میلادی رسماً معرفی گردید و در سال‌های ۱۹۳۹–۱۹۴۶ تولید شده‌است. در مجموع، تعداد ۷۵۵ فروند از این هواگرد ساخته شده‌است.